# Мирмидон (военачальник Птолемея I Сотера)
Мирмидон (др.-греч. Mυρμιδών) — военачальник Птолемея I Сотера, участник Третьей войны диадохов.
Согласно Диодору Сицилийскому, Мирмидон родился в Афинах.
В 315/314 году до н. э. Птолемей отправил на Кипр экспедицию во главе со своим братом Менелаем, которая включала 100 кораблей под командованием наварха Поликлита и 10 тысяч воинов под командованием Мирмидона. На Кипре они встретили египетский флот под командованием Селевка. На военном совете было принято решение разделить силы. Поликлит с пятьюдесятью кораблями отправился на Пелопоннес, чтобы вести войну против Александра и Полиперхона, которые перешли на сторону Антигона. Мирмидон со своими наёмниками отправился в Карию, чтобы помочь Асандру, в чьи владения вторгся племянник Антигона Полемей. Селевк и Менелай остались на Кипре, чтобы помочь царю Никокреону. Остаётся неясным, отправился ли Мирмидон в Карию со всем войском в 10 тысяч наёмников, либо часть из них отправилась на Пелопоннес с Поликлитом.
Дальнейшая судьба Мирмидона неизвестна. Предположительно, его поход в Карию завершился провалом.